# Língua crioula da Dominica
A língua crioula da Dominica ou crioulo dominiquense é uma língua crioula de base léxica francesa. Trata-se de uma variedade da língua crioula antilhana, muito semelhante à de Santa Lúcia.
É a língua geralmente falada na Dominica. Em 1998, existiam no país cerca 42.600 falantes deste crioulo.

## Características
É uma subvariedade da língua crioula antilhana, que se fala noutras ilhas das Pequenas Antilhas e está intimamente relacionada com as variedades faladas em Martinica, Guadalupe, Santa Lúcia, Granada e partes de Trindade e Tobago. A taxa de inteligibilidade com falantes de outras variedades de crioulo antilhano é quase 100%. Suas características sintáticas, gramaticais e lexicais são virtualmente idênticas às do crioulo martinicano, embora, como sua contraparte santa-lucense, inclua mais palavras emprestadas do inglês do que a variedade martinicana. As pessoas que falam crioulo haitiano também podem entender o francês crioulo dominicano, embora haja uma série de características distintivas; são mutuamente inteligíveis.
Como as outras línguas crioulas de base francesa no Caribe, o crioulo francês dominicano é principalmente um vocabulário derivado do francês, com influências africanas e caribenhas em sua sintaxe. Além disso, muitas expressões refletem a presença de influências das Línguas crioulas de base inglesa e do espanhol também estão muito presentes na língua.

## História
Em 1635, os franceses tomaram Guadalupe e Martinica e começaram a estabelecer colônias de açúcar. Dominica, por sua vez, não foi colonizada porque todas as tentativas de colonização falharam. Antes de 1690, lenhadores (ingleses e franceses) viajavam para Dominica por seus recursos florestais. Posteriormente, franceses de Martinica e Guadalupe e seus escravos se  instalaram na Dominica e estabeleceram pequenas fazendas de café, algodão, madeira e tabaco. O crioulo desenvolve-se assim entre os escravos, o crioulo dominicano vem da mistura dos crioulos de Guadalupe e da Martinica, e depois é enriquecido com palavras ameríndias e inglesas. Dali em diante, o crioulo ficaria até o presente. Apesar da futura transferência da ilha para os ingleses e da adição de palavras inglesas, o crioulo permanece fortemente francês na Dominica e, apesar do que se diz, é o seu lugar no centro da cultura dominicana. O subdesenvolvimento do sistema rodoviário na Dominica impediu por muito tempo o desenvolvimento do inglês, a língua oficial do país, em aldeias isoladas, onde o crioulo permaneceu a única língua falada.

## Alfabeto latino
| Crioulo | IPA tradução | Pronúncia padrão refs. Inglês                                                                      |
| ------- | ------------ | -------------------------------------------------------------------------------------------------- |
| g       | g            | hard G como em Garage                                                                              |
| h       | h            | use como em Ham                                                                                    |
| i       | i            | Pronunciado como "ee" como em see                                                                  |
| j       | ʒ            | Pronunciado como francês J.                                                                        |
| k       | k            | Substitui o disco "C", "Qu". K como em Kick                                                        |
| w       | w            | W substitui R em algumas palavras derivadas do francês, mas em crioulo são duas letras diferentes. |
| s       | s            | Substitui o "C" suave e pronunciado como "S" em Soft                                               |
| y       | j            | pronunciado como "Yuh" como em Yuck                                                                |
| z       | z            | Substitui "S" quando usado entre vogais e pronunciado como em Zebra                                |
| um      | ɑ̃            | nasalizado som usado em francês. Não existe em inglês                                              |
| àn      | um           | Pronunciado como um som nasalizado not com ênfase no "N" "ane" em inglês                           |
| ann     | ɑ̃n           | an francês nasalizado "an" com som longo de "n" "Pronunciado como "anne".                          |
| anm     | ɑ̃m           | an francês nasalizado "an" com som longo de "m" "Pronunciado como "ahmm".                          |
| sim     | aj           | Pronunciado como "eye" em inglês                                                                   |
| in      | in           | Nunca nasalizado.                                                                                  |
| pt      | ɛ̃            | Sempre nasalizado                                                                                  |
| enn     | ɛ̃n           | Pronunciado como em Garden                                                                         |
| On      | ɔ̃            | O som não existe em inglês. É um "on" nasal como usado em francês.                                 |
| onm     | ɔ̃m           | Som nasal + M.                                                                                     |
| onn     | ɔ̃n           | Som nasal + N.                                                                                     |
| ch      | '            | Pronunciado como "Sh" em inglês                                                                    |
| a       | a            | pronunciado como um a curto como em Cat                                                            |
| b       | b            | Pronunciado como B em Inglês                                                                       |
| f       | f            | Pronunciado como F em Inglês                                                                       |
| d       | d            | Pronunciado como D em inglês como Dog                                                              |
| m       | m            | Pronunciado como M em inglês como Man.                                                             |
| n       | n            | Pronunciado como N em inglês como Never                                                            |
| ò       | ɔ            | Pronunciado como "Ou" como em More                                                                 |
| r       | w, ɤ, ɹ      | Muitas vezes substituído por W no início das palavras, mas pronunciado como Racquet                |
| p       | p            | Pronunciado como em Pea                                                                            |
| t       | t            | Pronunciado como em Tea                                                                            |
| v       | v            | Pronunciado como em Volcano                                                                        |

## Pronomes Kwéyòl
| Inglês         | Créole        | Notas                                                               |
| -------------- | ------------- | ------------------------------------------------------------------- |
| I              | Man, Mwen, An | As três formas são perfeitamente sinônimas                          |
| Você           | Ou/Vou        |                                                                     |
| Ele/Ela        | I             | Crioulo tem um pronome neutro que pode ser sinônimo dele ou dela.   |
| Ele            | Misyé         | Exemplo: Misyé pa djè ni tan (ele mal tem muito tempo).             |
| Ela (solteira) | Manmzèl       | Exemplo: Manmzèl pa djè enmen jwé (ela não gosta muito de brincar). |
| Nós            | Nou           |                                                                     |
| Vocês          | Zòt, Zò       | This is not a "you" of familiarity. Zò is used in Guadeloupe        |
| Ele/Elas       | Yo            | Eemplo: Yo ka Jwé (eles brincam).                                   |

## Artigos
Os artigos definidos vêm depois do substantivo em crioulo, ao contrário do francês, onde sempre precedem o substantivo. "La" segue substantivos que terminam com uma consoante ou "y". Quando um substantivo termina com uma vogal, é seguido apenas por "a".
| Non-la   | O Homem   |
| Fã-la    | A Mulher  |
| Pay-la   | O mamão   |
| Lei-a    | A Rua     |
| Zaboka-a | O Abacate |

## Numeração

### Cardinal
| 0 | Nòt/Zéwo |
| 1 | yon      |
| 2 | dé       |
| 3 | twa      |
| 4 | kat      |
| 5 | senk     |
| 6 | sis      |
| 7 | sèt      |
| 8 | wit      |
| 9 | nèf      |

| 10 | dis        |
| 11 | wonz       |
| 12 | douz       |
| 13 | twèz       |
| 14 | katòz      |
| 15 | kinz\tjenz |
| 16 | Sèz        |
| 17 | disèt      |
| 18 | dizwit     |
| 19 | diznèf     |

| 20 | ven      |
| 21 | ventéyon |
| 22 | venndé   |
| 23 | venntwa  |
| 24 | vennkat  |
| 25 | vennsenk |
| 26 | vennsis  |
| 27 | vennsèt  |
| 28 | venntwit |
| 29 | ventnèf  |

| 30 | twant     |
| 31 | twantéyon |
| 32 | twantdé   |
| 33 | twantwa   |
| 34 | twantkat  |
| 35 | twantsenk |
| 36 | twantsis  |
| 37 | twantsèt  |
| 38 | twantwit  |
| 39 | twantnèf  |

| 40 | kawant     |
| 41 | kawantéyon |
| 42 | kawantdé   |
| 43 | kawantwa   |
| 44 | kawantkat  |
| 45 | kawantsenk |
| 46 | kawantsis  |
| 47 | kawantsèt  |
| 48 | kawantwit  |
| 49 | kawantnèf  |

| 50 | senkant     |
| 51 | senkantéyon |
| 52 | senkantdé   |
| 53 | senkantwa   |
| 54 | senkantkat  |
| 55 | senkantsenk |
| 56 | senkantsis  |
| 57 | senkantsèt  |
| 58 | senkantwit  |
| 59 | senkantnèf  |

| 60 | swasant     |
| 61 | swasantéyon |
| 62 | swasantdé   |
| 63 | swasantwa   |
| 64 | swasantkat  |
| 65 | swasantsenk |
| 66 | swasantsis  |
| 67 | swasantsèt  |
| 68 | swasantwit  |
| 69 | swasantnèf  |

| 70 | swasantdis    |
| 71 | swasantwonz   |
| 72 | swasantdouz   |
| 73 | swasanttwèz   |
| 74 | swasantkatòz  |
| 75 | swasantkenz   |
| 76 | swasantsèz    |
| 77 | swasantdisèt  |
| 78 | swasantdizwit |
| 79 | swasantdiznèf |

| 80 | katwèven      |
| 81 | katwèventéyon |
| 82 | katwèvendé    |
| 83 | katwèventwa   |
| 84 | katwèvenkat   |
| 85 | katwèvensenk  |
| 86 | katwèvensis   |
| 87 | katwèvensèt   |
| 88 | katwèvenwit   |
| 89 | katwèvennèf   |

| 90 | katwèvendis    |
| 91 | katwèvenwonz   |
| 92 | katwèvendouz   |
| 93 | katwèventwèz   |
| 94 | katwèvenkatòz  |
| 95 | katwèvenkenz   |
| 96 | katwèvensèz    |
| 97 | katwèvendisèt  |
| 98 | katwèvendizwit |
| 99 | katwèvendiznèf |

| 100   | san      |
| 200   | dé san   |
| 300   | twa san  |
| 400   | kat san  |
| 500   | senk san |
| 600   | sis san  |
| 700   | sèt san  |
| 800   | wit san  |
| 900   | nèf san  |
| 1 000 | mil      |

| 2 000   | dé mil   |
| 3 000   | twa mil  |
| 4 000   | kat mil  |
| 5 000   | senk mil |
| 6 000   | sis mil  |
| 7 000   | sèt mil  |
| 8 000   | sit mil  |
| 9 000   | nèf mil  |
| 10 000  | di mil   |
| 100 000 | san mil  |

| 200 000 | dé san mil   |
| 300 000 | twa san mil  |
| 400 000 | kat san mil  |
| 500 000 | senk san mil |
| 600 000 | sis san mil  |
| 700 000 | sèt san mil  |
| 800 00  | wit san mil  |
| 900 000 | nèf san mil  |

- 1 000 000 = yon milyon
- 1 000 000 000 = yon milya
- 1 234 = yon mil + dé san + twantkat
- 30 153 = twant mil + san + senkantwa
- 412 489 = (kat san douz) mil + kat san + katwèvennèf
- 12 356 734 = (douz) milyon + (twa san+senkantsis) mil + sèt san+twantkat

### Ordinal
- 1º = pwémyè
- 2º = dézyènm
- 3º = twazyènm
- 4º = katriyènm
- 5º = senkyènm
- 6º = sizyènm
- 7º = sètyènm
- 8º = wityènm
- 9º = nèvyènm

Todos os outros números são formados assim: Número + [yènm]

## Amostra de texto
Gadé Nou Dansé
Gadé nou dansé,
Woy, gadé nou woulé,
Woy, gadé nou woulé,
Sé bèlè Donmnitjen mézanmi nou byen enmen'y.
Tanbouyè fè woulé tan-la ba mwen.
Danm, soukwé jip ba mwen,
Kavalyé pitjé bèlè-a,
Sé bèlè Donmnitjen mézanmi, nou byen enmen'y.
Francês -
Woy, regardez-nous tourner,
Woy, regardez-nous tourner,
C'est le bèlè dominiquais, mes amis, nous l'aimons bien.
Tambour, faites rouler le tempo pour moi,
Madame, secouez la jupe pour moi,
Cavalier, piquez le bèlè,
C'est le bèlè dominiquais, mes amis, nous l'aimons bien

Português
Veja-nos dançar
Woy, veja-nos girar,
Woy, veja-nos girar,
É o belé dominicano, meus amigos, nós gostamos.
Tambor, gire o ritmo para mim,
Senhora, agite a saia para mim,
Cavaleiro, pique a bele,
É o belé dominicano, meus amigos, nós gostamos